# Eudarcia palanfreella
Eudarcia palanfreella är en fjärilsart som beskrevs av Gerardo Baldizzone och Gaed. 2004. Eudarcia palanfreella ingår i släktet Eudarcia och familjen äkta malar.
Artens utbredningsområde är Italien. Inga underarter finns listade i Catalogue of Life.